# بهروز أباد السفلي (قرية الخير)
بهروز أباد السفلی (بالفارسية: بهروزآباد سفلی) هي قرية تقع في إيران في البلدة المركزية. يقدر عدد سكانها بـ 868 نسمة .